# Myotis schaubi
Murin de Schaub
Espèce
Statut de conservation UICN

 DD  : Données insuffisantes
Le Murin de Schaub (Myotis schaubi) est une espèce de chauves-souris de la famille des Vespertilionidae.

## Répartition
M. schaubi est décrite de restes fossiles du Pliocène trouvés en Hongrie, où l'espèce est éteinte. Certains auteurs considèrent que ces restes fossiles sont conspécifiques avec des populations actuelles vivant en Arménie, en Azerbaïdjan, en Iran et en Turquie, désignées comme la sous-espèce M. s. araxenus. Cette synonymie entre le fossile hongrois et les populations contemporaines moyen-orientales est cependant remise en question par certains auteurs.

## Liste des sous-espèces
Selon Mammal Species of the World (version 3, 2005)  (24 février 2019) et Catalogue of Life (24 février 2019) :
- Myotis schaubi araxenus Dahl, 1947
- Myotis schaubi schaubi Kormos, 1934